# Иванчаны
Иванчаны (укр. Іванчани) — село в Збаражской городской общине Тернопольского района Тернопольской области Украины.
Код КОАТУУ — 6122483601. Население по переписи 2001 года составляло 695 человек.
До 2020 года входило в Збаражский район.

## Географическое положение
Село Иванчаны находится на берегу реки Гнездечна,
выше по течению на расстоянии в 2 км расположено село Кобылье,
ниже по течению на расстоянии в 1,5 км расположено село Доброводы.

## История
- 1463 год — первое упоминание о селе.

## Объекты социальной сферы
- Школа I—II ст.
- Дом культуры.
- Фельдшерско-акушерский пункт.

## Достопримечательности
- Братская могила советских воинов.